# Ukrainische Eishockeyliga 2009/10
Die Saison 2009/10 war die 17. Spielzeit der ukrainischen Eishockeyliga, der höchsten ukrainischen Eishockeyspielklasse. Meister wurde zum insgesamt zwölften Mal in der Vereinsgeschichte der HK Sokol Kiew.

## Modus
Die 13 Teilnehmer wurden in der Hauptrunde in drei Divisionen (Zentrum, West, Ost) aufgeteilt. Die beiden bestplatzierten Mannschaften der Division A waren aufgrund ihrer Leistungsstärke direkt für das Playoff-Halbfinale qualifiziert, die Mannschaften der Division A auf den Plätzen drei und vier für das Playoff-Viertelfinale. In den Playoffs wurde der Meister ausgespielt. Für einen Sieg nach regulärer Spielzeit erhielt jede Mannschaft drei Punkte, für einen Sieg nach Overtime zwei Punkte, bei einer Niederlage nach Overtime gab es ein Punkt und bei einer Niederlage nach regulärer Spielzeit null Punkte.

## Hauptrunde

### Division A
|    | Klub                  | Sp | S  | OTS | OTN | N  | Tore    | Punkte |
| -- | --------------------- | -- | -- | --- | --- | -- | ------- | ------ |
| 1. | HK Berkut             | 20 | 15 | 0   | 1   | 4  | 134:076 | 46     |
| 2. | HK Charkiw            | 20 | 14 | 0   | 0   | 6  | 105:066 | 42     |
| 3. | HK Sokil Kiew         | 20 | 12 | 1   | 0   | 7  | 115:058 | 38     |
| 4. | HK Bilyj Bars Browary | 20 | 11 | 1   | 1   | 7  | 097:073 | 36     |
| 5. | HK Donbass Donezk     | 20 | 5  | 0   | 1   | 14 | 052:100 | 16     |
| 6. | Sumski Worony Sumy    | 20 | 0  | 1   | 0   | 19 | 037:167 | 2      |

Sp = Spiele, S = Siege, N = Niederlagen, OTS = Overtime-Sieg, OTN = Overtime-Niederlage

### Division B
|    | Klub                 | Sp | S | OTS | OTN | N | Tore  | Punkte |
| -- | -------------------- | -- | - | --- | --- | - | ----- | ------ |
| 1. | Dnipro Cherson       | 8  | 8 | 0   | 0   | 0 | 75:25 | 24     |
| 2. | HK Odessa            | 8  | 2 | 0   | 0   | 6 | 26:50 | 6      |
| 3. | HK Legion Simferopol | 8  | 2 | 0   | 0   | 6 | 37:63 | 6      |

Sp = Spiele, S = Siege, N = Niederlagen, OTS = Overtime-Sieg, OTN = Overtime-Niederlage

### Division C
|    | Klub                  | Sp | S | OTS | OTN | N  | Tore  | Punkte |
| -- | --------------------- | -- | - | --- | --- | -- | ----- | ------ |
| 1. | Watra Iwano-Frankiwsk | 10 | 9 | 0   | 0   | 1  | 25:15 | 27     |
| 2. | Olympia Kalusch       | 10 | 6 | 0   | 0   | 4  | 53:27 | 18     |
| 3. | Express Lwiw          | 10 | 6 | 0   | 0   | 4  | 44:21 | 18     |
| 4. | HK Luzk               | 10 | 5 | 0   | 0   | 5  | 42:17 | 15     |
| 5. | Jawir Jaworiw         | 10 | 3 | 0   | 0   | 7  | 34:40 | 9      |
| 6. | VIM-Berkut            | 10 | 0 | 0   | 0   | 10 | 05:83 | 0      |

Sp = Spiele, S = Siege, N = Niederlagen, OTS = Overtime-Sieg, OTN = Overtime-Niederlage

## Playoffs

### Playoff-Qualifikation
- Dnipro Cherson – Sumski Worony Sumy 2:14/1:6
- Watra Iwano-Frankiwsk – HK Donbass Donezk 4:3 n. V./1:4

### Playoff-Viertelfinale
- Sumski Worony Sumy – HK Sokil Kiew 0:5/1:15
- HK Donbass Donezk – HK Bilyj Bars Browary 0:4/2:6

### Playoff-Halbfinale
- HK Bilyj Bars Browary – HK Berkut 1:3/0:7
- HK Sokil Kiew – HK Charkiw 4:1/3:2

### Spiel um Platz 3
- HK Bilyj Bars Browary – HK Charkiw 2:3 n. V./3:6

### Playoff-Finale
- HK Sokol Kiew – HK Berkut 5:2/3:2 n. V.